# Götene
Götene es un pueblo sueco de la provincia histórica de Vestrogotia, en la provincia de Västra Götaland. Götene también forma parte de Skaraborg. La carretera europea E20 pasa por el pueblo. Götene y sus alrededores tienen una historia medieval muy rica. La iglesia de Husaby está a unos kilómetros de Götene.